# Langh Ship
Langh Ship är ett finländskt rederi inom familjekoncernen med samma namn i Pikis. 
Hans Langh (född 1949) som driver ett jordbruk på familjegården Alaskartano grundade 1973 ett specialiserat företag för högtryckstvätt i industrier och bland annat svinhus samt senare maskinrum och tankar på fartyg. År 1980 köpte han sina första fartygsandelar, och 1983 anskaffades det första egna fartyget, m/s Laura. Sedan 1989 har Langh Ship tagit leverans av sju nybyggen, huvudsakligen sysselsatta i kontraktsfart för bland annat den finländska stålindustrin. Hans Langh var 1987 en av de drivande krafterna bakom tillkomsten av Utrikesfartens småtonnageförening, som senare bytte namn till Fraktfartygsföreningen. Langh Ship erhöll 1998 Företagarnas i Finland företagarpris och har patenterat en ny transportmetod för stål till sjöss. År 2005 sysselsatte familjeföretaget sammanlagt 175 personer, därav 130 i rederiet och 45 i tvättfirman.